# 波赫丹尼夫卡 (米哈伊洛-盧卡舍韋市鎮)
波赫丹尼夫卡（烏克蘭語：Богданівка）是位於烏克蘭東南部的村莊，由扎波羅熱州扎波羅熱区的米哈伊洛-盧卡舍韋市鎮負責管轄。該村距離維夫恰爾內和普里維利內1公里，始建於1915年，面積4.14平方公里。
48°3′15″N 35°34′53″E / 48.05417°N 35.58139°E